# Luigi Arrigoni

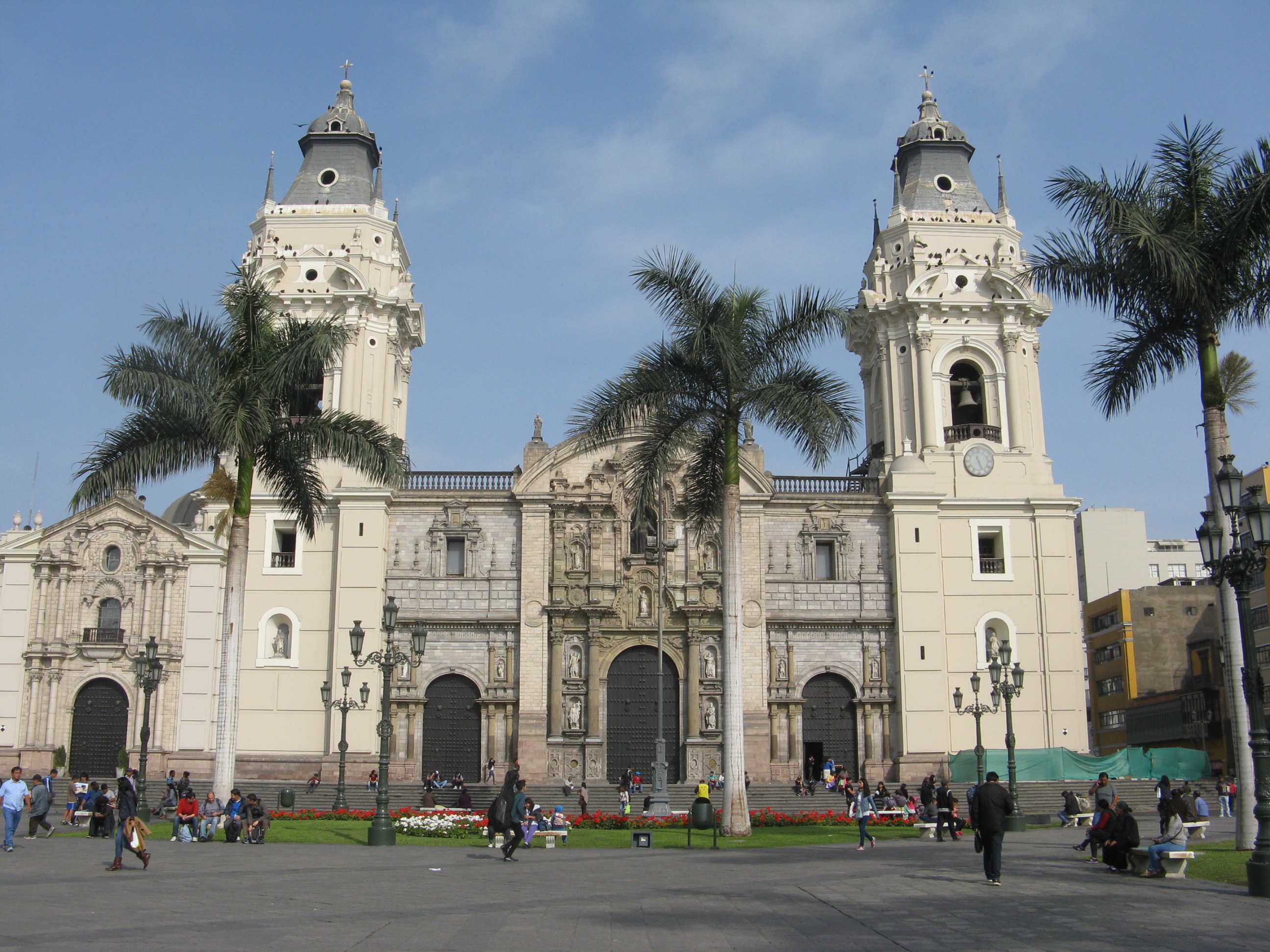
Kathedraal van Lima, Peru

Luigi Arrigoni (Morimondo, 2 juni 1890 – Lima, 5 juli 1948) was in Vaticaanse diplomatieke dienst en titulair aartsbisschop van Apamea.

## Levensloop
Arrigoni werd geboren in Morimondo in Lombardije. Met zijn diploma van jurist was hij slechts enige jaren werkzaam. Hij studeerde vervolgens voor priester en werd in 1922 tot priester gewijd. Hij ging in diplomatieke dienst voor de Heilige Stoel. Zo werkte hij op de nuntiaturen van Wenen, Boekarest en Brussel. Door de Duitse invasie in België, tijdens de Achttiendaagse Veldtocht (1940), vluchtte hij weg uit Brussel. Tijdens de oorlog gaf hij les aan de Pauselijke Ecclesiastische Academie in Rome.
Na de Tweede Wereldoorlog werd Arrigoni gewijd tot titulair aartsbisschop van Apamea (1946). Dit had te maken met zijn benoeming tot nuntius in Peru. Hij stierf in Lima in 1948, waar hij werd begraven in de crypte van de kathedraal. In 1991 werd zijn graf verplaatst naar een zijkapel.